# Charlotte Hartmann
Charlotte Hartmann (* 21. März 1910; † nach 1937) war eine deutsche Schönheitskönigin, Schauspielerin sowie Fotomodell.

## Leben
Im Januar 1933 wurde sie wenige Tage vor der Machtergreifung der  Nationalsozialisten zur letzten Miss Germany vor dem Zweiten Weltkrieg gewählt. Sie nahm gegen den Willen der neuen Machthaber auch an der Wahl zur Miss Europe in Madrid teil.
Später wurde sie als Fotomodell bekannt und drehte drei Filme.

## Filmografie
- 1936: Tante Clementine
- 1937: Das indische Grabmal
- 1937/53: Starke Herzen